# Rusksele
Rusksele is een plaats in de gemeente Lycksele in het landschap Lapland en de provincie Västerbottens län in Zweden. De plaats heeft 189 inwoners (2005) en een oppervlakte van 63 hectare. De plaats ligt aan de rivier de Vindelälven. Er is een camping te vinden in Rusksele.

## Verkeer en vervoer
Bij de plaats lopen de Länsväg 363 en Länsväg 365.